# Steni (Zypern)
Steni (griechisch Στενή, türkisch İstemi) ist eine Gemeinde im Bezirk Paphos in der Republik Zypern. Bei der Volkszählung im Jahr 2021 hatte sie 161 Einwohner.

## Name
Der Ortsname ist auf die Morphologie des Gebiets zurückzuführen, in dem sich Steni befindet, und weist auf eine enge Lage in einem engen Tal hin.

## Lage und Umgebung

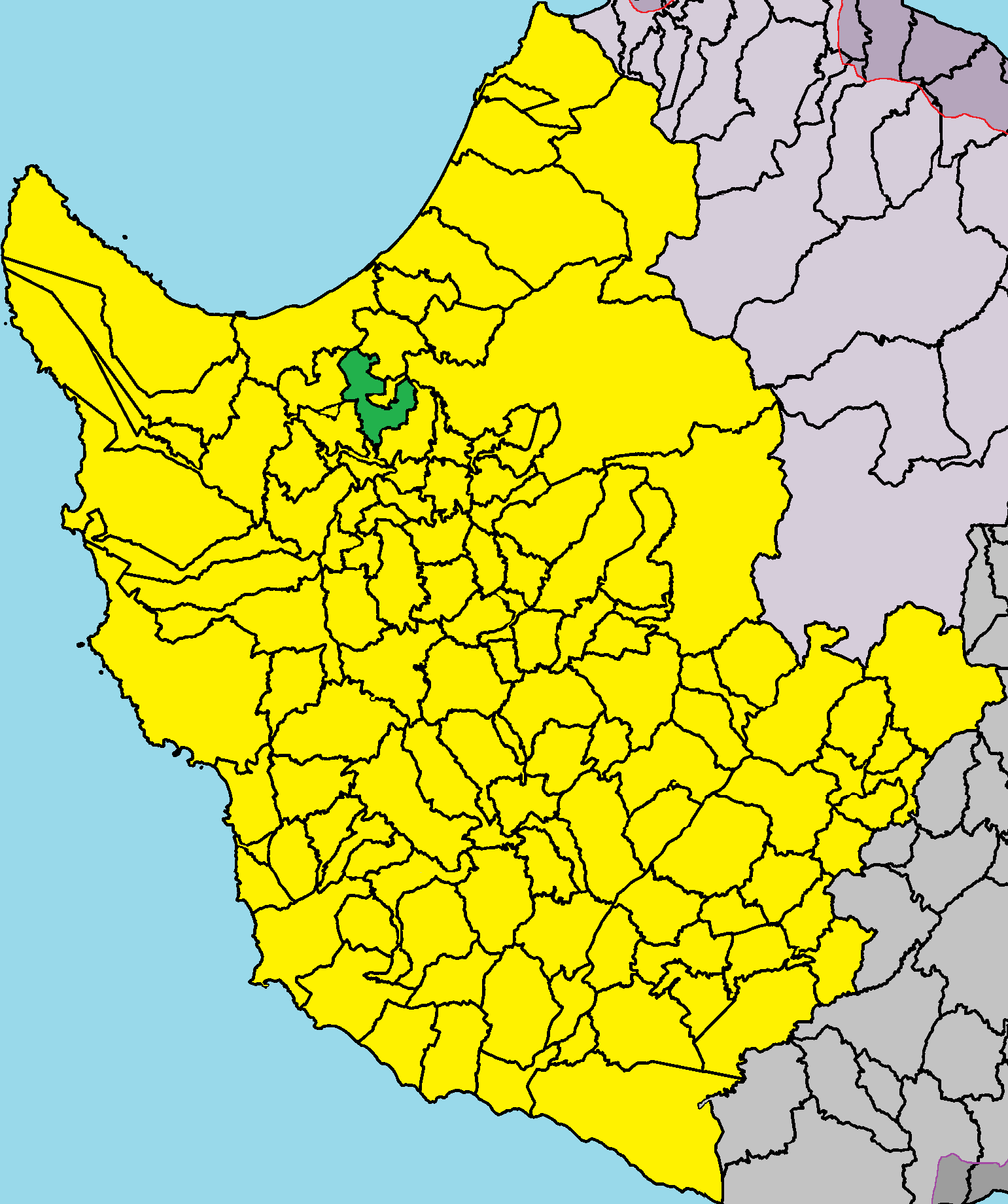
Lage im Bezirk Paphos

Steni liegt im Westen der Mittelmeerinsel Zypern auf einer Höhe von etwa 150 Metern, etwa 7 Kilometer von Polis Chrysochous entfernt. Das 7,85509 Quadratkilometer große Dorf grenzt im Norden an Polis Chrysochous, im Norden und Osten an Agios Isidoros und Pelathousa, im Osten an Lysos, im Osten und Süden an Peristerona, im Süden an Choli und im Westen an Goudi und Chrysochou. Das Dorf kann über die Straße E723 erreicht werden.
Die durchschnittliche jährliche Niederschlagsmenge beträgt etwa 570 Millimeter. Es werden Getreide, Hülsenfrüchte, Bohnen, Tabak, Zitrusfrüchte (Orangen und Zitronen), Mandeln, Oliven, Johannisbrot, Birnen und einige Tafelreben angebaut. Geologisch betrachtet wird das Gemeindegebiet von den Ablagerungen der Nikosia-Formation (Kalksandsteine, Gerölle und Sandsteinmergel), den kontinentalen Kalksteinen der Koronia-Formation, den Tonen der Moni-Formation, den Laven, das Alluvium der Terrassen und den jüngsten alluvialen Ablagerungen des Holozäns dominiert.

## Geschichte
Im Bereich von Steni – insbesondere in der Nähe des Klosters Panagia Chrysolakurna – gibt es eine archäologische Stätte. Daher ist das Gebiet seit der Antike besiedelt. Es gibt mehrere Gräber aus hellenistischer Zeit. Es ist möglich, dass das Kloster an der Stelle eines alten heidnischen Tempels errichtet wurde.
Steni war von 1882 bis 1927 Teil der Gemeinde Polis Chrysochous, die aus fünf Dörfern bestand. Durch ein Dekret des Gouverneurs von Zypern, Ronald Storrs, wurden die Grenzen dieser Gemeinde geändert und umfassten nur noch die Dörfer Polis und Prodromi sowie der Hafen von Latchi.

### Bevölkerungsentwicklung
Die folgende Tabelle zeigt die Bevölkerung des Dorfes, wie sie in den in Zypern durchgeführten Volkszählungen erfasst wurde.
| Jahr      | 1881 | 1891 | 1901 | 1911 | 1921 | 1931 | 1946 | 1960 | 1976 | 1982 | 1992 | 2001 | 2011 | 2021 |
| Einwohner | 115  | 138  | 164  | 166  | 196  | 205  | 232  | 205  | 140  | 132  | 100  | 105  | 173  | 161  |